# Miura (automóviles)

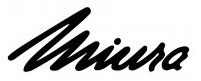
Logo de Miura.

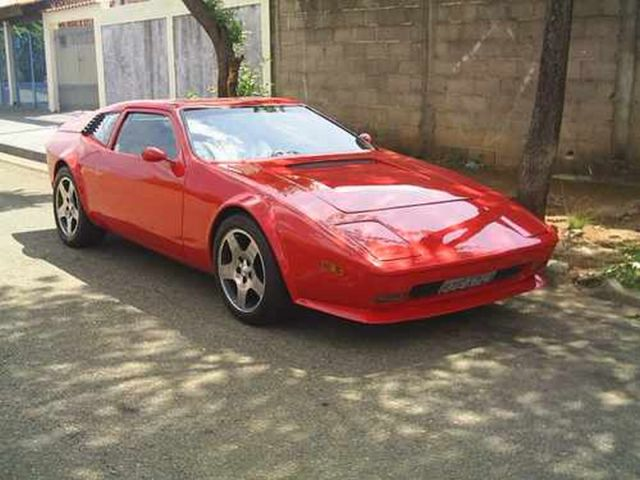
Miura Sport de 1980.

El Miura fue un automóvil fabricado en Brasil durante la década de los 80, y era considerado el coche más sofisticado durante el período de reserva en el mercado automotor brasileño. Los modelos diseñados fueron 11, todos con mecánica de Volkswagen y fabricados por la empresa Besson, Gobbi S/A, de Porto Alegre, hasta mediados de la década de los 90. Uno de sus modelos más famosos fue el Miura Sport; tenía un diseño muy similar al de los Lotus Esprit, aunque también recordaba a los nuevos diseños de Ferrari.

## Modelos / Años de fabricación
- Miura Sport - 1977 a 1981
- Miura Targa - 1982 a 1986
- Miura Spider - 1983 a 1986
- Miura Kabrio - 1985
- Miura Saga - 1984 a 1988
- Miura 787 - 1987 a 1988
- Miura X8 - 1987 a 1990
- Miura Top Sport - 1989 a 1990
- Miura X11 - 1990 a 1992
- BG-Truck CD - 1993 a 1997